# 山田康二
山田 康二（やまだ こうじ、1987年12月26日 - ）は、佐賀県出身の競艇選手。
登録番号4500。身長167cm、体重55kg。血液型O型。102期。佐賀支部所属。師匠は峰竜太。同期に前田将太、上野真之介（上野は師匠も同じ）、桑原悠、河合佑樹、遠藤エミらがいる。

## 来歴
- 佐賀県立唐津東高等学校卒業[1]。
- やまと競艇学校時代、リーグ戦勝率6.59（準優出6　優出5　第4戦優勝）の成績を残して、卒業記念競走に優出（2着）した。
- 2008年5月7日、唐津競艇場でデビュー（3着）。10日、4日目3Rで初勝利（5走目）。翌11日には準優出（6着）を果たした。
- 2010年8月8日、徳山競艇場での「デイリースポーツ杯 S－1グランプリ」で初優出（2着）[2]。
- 2011年1月25日、宮島競艇場での「G1共同通信社杯 第25回新鋭王座決定戦競走」にG1初出場。
- 2011年8月28日、丸亀競艇場での「G3新鋭リーグ第13戦」で初優勝。
- 2017年11月26日、下関競艇場において開催された「SG第20回チャレンジカップ」においてSG初優出（5着）。
- 2018年12月15日、唐津競艇場において開催されたダイヤモンドカップで、初のGIを獲得[1]。
- 2023年5月28日、芦屋競艇場において開催されたボートレースオールスターにおいてSG2度目の優出。